# Tűz-tánc
A Tűz-tánc nagy hatású, 1958-ban megjelent magyar versantológia volt, amelyben egy új, fiatal költőnemzedék jelentkezett, a politizálásra is hajló szocialista költészet megújításának szándékával.
Az antológiát már a kortársak is az 1956-os forradalom történelmi élményére való válaszként értelmezték a többnyire pályakezdő lírikusok részéről, akik egyébként nem szerveződtek irányzattá vagy szoros csoporttá – sőt az 1960-as évek elejére különböző utakra léptek, de a Tűz-tánc nemzedékeként emlegették őket későbbi pályájuk folyamán.

## Előzmények
A forradalmat megelőző időben a Magyar Írók Szövetsége, a Magyar Írószövetség elődje jelentős szerepet játszott a forradalmi eseményekhez vezető politikai erjedésben. A forradalom leverését követően is kiállt a demokratikus szocializmus, az emberi szabadságjogok mellett és mindez 1957. január 17-én az Írószövetség rendeleti feloszlatásához vezetett.
A szervezet csak 1959-ben alakulhatott újra. Az addig eltelt időben a hatalmát konszolidálni igyekvő Kádár-kormány az írók megnyerésére törekedett és szívesen támogatta a szocializmus ügye mellett kiálló új irodalmi törekvéseket. Ekkor még javában folyt a forradalom utáni megtorlás, a kivégzések.

## Az antológia
A cím Garai Gábor ötlete volt. "Engem oda Garai Gábor és Váci Mihály vittek be. Ők voltak a Tűztánc legmarkánsabb képviselői" – emlékezett 45 évvel később Mezei András. 
A kötet 1958 decemberében jelent meg, Darázs Endre, Györe Imre és Imre Katalin szerkesztésében.

## Az antológia költői
- Berkes Péter
- Boda István
- Csepeli Szabó Béla
- Danyi Gyula
- Garai Gábor
- Goór Imre
- G. Szabó László
- Györe Imre
- Hárs György
- Havas Ervin
- Kalász Márton
- Ladányi Mihály
- Maróti Lajos
- Mezei András
- Nyerges András
- Papp László
- Pákolitz István
- Pál József
- Simon Lajos
- Simor András
- Váci Mihály

## Az antológia folytatása
Harminc évvel később, nagyrészt a korábbi antológia költőinek az előző antológia megjelenése után írt verseiből jelent meg Györe Imre, Imre Katalin és Jovánovics Miklós szerkesztésében a Tűz-tánc — Harminc év múltán 1958–1988 címmel az új antológia.

### Az antológia költői
- Baranyi Ferenc
- Béres Attila
- Boda István
- Csala Károly
- Csanády János
- Csepeli Szabó Béla
- Danyi Gyula
- Garai Gábor
- G. Szabó László
- Györe Imre
- Hárs György
- Havas Ervin
- Héra Zoltán
- Ladányi Mihály
- Maróti Lajos
- Mezei András
- Papp László
- Pákolitz István
- Pál József
- Pass Lajos
- Simon Lajos
- Simor András
- Soós Zoltán
- Ténagy Sándor
- Váci Mihály